# クラカマス郡 (オレゴン州)
座標: 北緯45度19分 西経122度21分 / 北緯45.317度 西経122.350度
クラカマス郡（Clackamas County）は、アメリカ合衆国オレゴン州北西部に位置する郡である。人口は42万1401人（2020年）。郡庁所在地はオレゴンシティ。 オレゴンの主要都市ポートランドと州都セーラムの中間に位置し、急速なベッドタウン化が進んでいるが、大半はマウント・フッドを含む山間部と農地が占める。

## 地理
アメリカ合衆国統計局によると、この郡は総面積4,867 km2 (1,879 mi2) である。このうち4,839 km2 (1,868 mi2) が陸地で28 km2 (11 mi2) が水地域である。総面積の0.58%が水地域となっている。

### 主要高速道路
- 州間高速道路5号線
- 州間高速道路205号線
- アメリカ国道26号線
- アメリカ国道99号線東

## 人口動勢
2000年国勢調査で、この郡は人口338,391人、128,201世帯、及び91,663家族が暮らしている。人口密度は70/km2 (181/mi2) である。28/km2 (73/mi2) の平均的な密度に136,954軒の住宅が建っている。この郡の人種的な構成は白人91.27%、アフリカン・アメリカン0.66%、先住民0.71%、アジア2.45%、太平洋諸島系0.17%、その他の人種2.28%、及び混血2.46%である。ここの人口の4.95%はヒスパニックまたはラテン系である。
この郡内の住民は26.20%が18歳未満の未成年、18歳以上24歳以下が8.00%、25歳以上44歳以下が28.70%、45歳以上64歳以下が26.00%、及び65歳以上が11.10%にわたっている。中央値年齢は38歳である。女性100人ごとに対して男性は97.50人である。18歳以上の女性100人ごとに対して男性は94.90人である。
この郡の世帯ごとの平均的な収入は52,080米ドルであり、家族ごとの平均的な収入は60,791米ドルである。男性は43,462米ドルに対して女性は30,891米ドルの平均的な収入がある。この郡の一人当たりの収入 (per capita income) は25,973米ドルである。人口の6.60%及び家族の4.60%は貧困線以下である。全人口のうち18歳未満の7.60%及び65歳以上の5.10%は貧困線以下の生活を送っている。

## 自治体
- レイクオスウィーゴ
- オレゴンシティ（郡庁所在地）
- ウェストリン
- ウィルソンビル
- ハッピーバレー
- ミルウォーキー
- キャンビー
- ボーリング

## 非法人地域
- ダマスカス（2004年から2016年からと、2019年から2020年までは自治体であった）
- ジグザグ